# Inverness (Montana)
Pour les articles homonymes, voir Inverness.
Inverness est une census-designated place située dans le comté de Hill, dans le nord de l'État du Montana, aux États-Unis.
En 2000, il y avait 103 habitants, à 99 % des Blancs, mais en 2010 la population n'est plus que de 55 habitants.